# Ammotrechesta maesi
Ammotrechesta maesi är en spindeldjursart som beskrevs av Armas 1993. Ammotrechesta maesi ingår i släktet Ammotrechesta och familjen Ammotrechidae. Inga underarter finns listade i Catalogue of Life.